# SN 1181
SN 1181 is de huidige benaming voor een vermoedelijke supernova, die voor het eerst waargenomen werd tussen 4 en 6 augustus 1181. Chinese en Japanse astronomen hebben hem in acht afzonderlijke teksten beschreven. Deze supernova, een van de slechts acht supernovae in de Melkweg die in de geschiedenis met het blote oog konden worden waargenomen, verscheen in het sterrenbeeld Cassiopeia en was ongeveer 185 dagen lang zichtbaar aan de nachtelijke hemel.
De radio- en röntgenpulsar J0205+6449 (ook bekend als 3C 58), die ongeveer 15 keer per seconde ronddraait, is mogelijk het overblijfsel van deze gebeurtenis. Als de supernova en de pulsar met elkaar in verband staan, dan roteert de ster nog ongeveer even snel als toen hij ontstond. Dit in tegenstelling tot de Krabpulsar, waarvan bekend is dat hij het overblijfsel is van de supernova SN 1054 in het jaar 1054, die in ongeveer dezelfde tijdspanne twee derde van zijn rotatie-energie heeft verloren. Recente radiostudies van 3C 58 geven echter aan dat dit supernovarestant veel ouder kan zijn en dus mogelijk niet in verband staat met SN 1181.